# Gaius Amafinius
Gaius Amafinius est un écrivain et philosophe épicurien romain actif à la fin du IIe siècle av. J.-C. et/ou au cours du Ier siècle av. J.-C.. On ne connaît rien de sa biographie. Il serait le premier auteur philosophique en langue latine.

## Sources
Il n'est connu que par des passages de Cicéron, adversaire déclaré de l'épicurisme. C'est donc au travers de ce filtre dépréciatif qu'il faut tenter d'en retracer l'œuvre et l'impact. Un passage d'une lettre de Cassius à Cicéron le mentionne.

## Œuvre et impact
On ignore le nombre et les titres de ses ouvrages.
Si l'épicurisme était déjà connu et s'était implanté dans les classes supérieures romaines bilingues au cours du second siècle acn, il fallut attendre qu'Amafinius publie des traités épicuriens en langue latine pour que cette philosophie se répande rapidement et largement dans le monde latin, aux dires de Cicéron :

« Est apparu C Amafinius pour en parler (de l'épicurisme). La parution de ses ouvrages fit forte impression sur la foule qui se porta avec une très nette préférence vers cette doctrine... »

Cicéron donne à la suite son explication personnelle, dénigrante, pour cet engouement:« ... ou parce qu'il était bien facile de l'apprendre ; ou parce que les charmes de la volupté y portaient; ou peut-être aussi parce qu'on n'avait rien encore publié de meilleur en matière de philosophie. Une foule d'écrivains ont marché sur les traces d'Amafinius; ils ont inondé de leurs ouvrages toute l'Italie; et au lieu de conclure que leur doctrine étant ainsi à la portée et au goût de l'ignorance, elle n'a donc rien de bien recherché, ils prétendent que c'est au contraire ce qui en fait le mérite. »

Dans la partie précédente à ces deux passages, Cicéron explique les raisons pour lesquelles personne n'avait encore publié d'ouvrages sur les doctrines « sérieuses  », à ses yeux (le stoïcisme, le platonisme, Aristote), laissant de facto le monopole à l'épicurisme : 

« Jusqu'à présent donc notre langue ne nous fournit point ou presque point de lumières sur cette véritable, sur cette belle philosophie que Socrate mit au jour, et qui s'est perpétuée, tant parmi les péripatéticiens que parmi les stoïciens (...). Jusqu'à présent, dis-je, nos Romains ont peu écrit sur cette partie de la philosophie, soit qu'ils aient été trop occupés d'ailleurs, soit qu'ils n'aient pas cru qu'elle pût être bien reçue d'un peuple ignorant. »

Cassius, épicurien revendiqué, approfondit la critique en accusant Amafinius et ses successeurs d'avoir mal compris  la doctrine d'Epicure.

## Langue et style
Dans ses Académiques, Cicéron attaque violemment Amafinius dans des propos qu'il fait porter à Varron :
« ...car vous savez que nous ne pouvons ressembler à ces Amafinius, à ces Rabirius, qui, sans aucun art, dissertent sur toutes choses en style vulgaire, n'emploient ni définitions ni divisions, argumentent sans aucune rigueur, et croient enfin que l'art de la parole et celui du raisonnement sont de pures chimères. ». En réalité, Épicure prônait la simplicité dans le style et dans l'exposé de l'argumentation. Le contraire de Cicéron. D'après les maigres indices dont nous disposons, on peut supposer qu'Amafinius respectait cette préconisation et qu'en particulier il sut trouver des mots latins concrets pour traduire des concepts grecs: c'est à lui que l'on doit, par exemple, la traduction de l'abstrait grec « ἄτομος » atomos (in-sécable) au concret latin « corpusculum » (tout petit corps). On peut dès lors comprendre la rapide diffusion de ses ouvrages et de la doctrine qu'ils contenaient dans la population unilingue éduquée de l'Italie latine.